# Partido judicial de Olivenza
El Partido Judicial de Olivenza, dependiente de la Audiencia Provincial de Badajoz, es el partido judicial n.º 6 de la provincia de Badajoz y uno de los catorce partidos judiciales tradicionales de la provincia de Badajoz, en la comunidad autónoma  de Extremadura (España). Está constituido por nueve municipios:
- Alconchel
- Almendral
- Cheles
- Higuera de Vargas
- Olivenza
- Táliga
- Torre de Miguel Sesmero
- Valverde de Leganés
- Villanueva del Fresno